# Буфалови
Буфаловите (Catostomidae) са семейство актиноптери от разред Шараноподобни (Cypriniformes).
Таксонът е описан за пръв път от Луи Агасиз през 1855 година.

## Родове
- Подсемейство Catostominae
  - Триб Catostomini
    - Catostomus
    - Chasmistes
    - Deltistes
    - Xyrauchen

  - Триб Erimyzoninae
    - Erimyzon
    - Minytrema

  - Триб Thoburniinae
    - Hypentelium
    - Thoburnia

  - Триб Moxostomatini
    - Moxostoma
- Подсемейство Cycleptinae
  - Cycleptus
- Подсемейство Ictiobinae
  - Carpiodes
  - Ictiobus
- Подсемейство Myxocyprininae
  - Myxocyprinus